# Mythimna athesiensis
Mythimna athesiensis är en fjärilsart som beskrevs av Franz Dannehl 1926. Mythimna athesiensis ingår i släktet Mythimna och familjen nattflyn. Inga underarter finns listade i Catalogue of Life.